# Adolf van der Venne

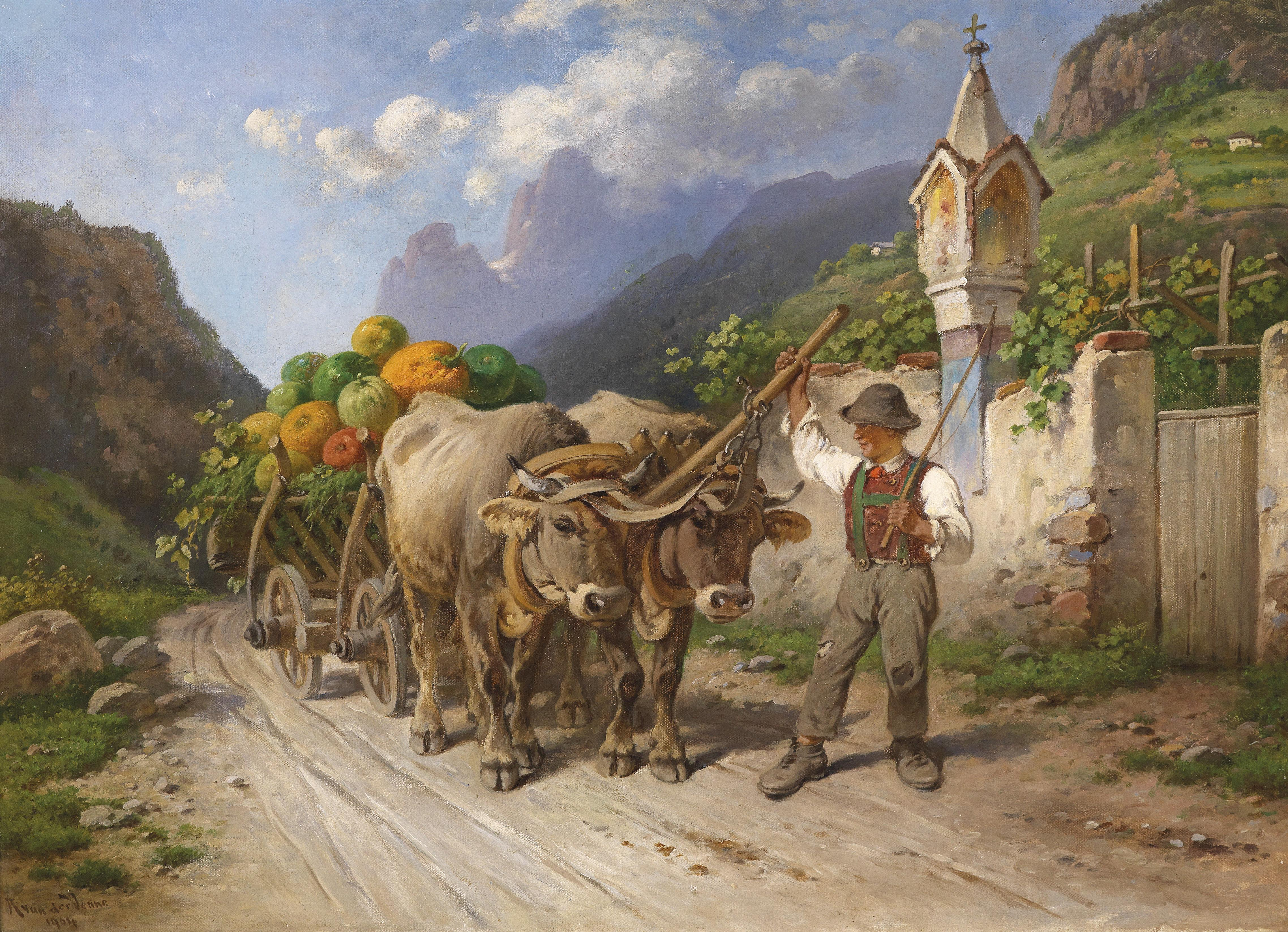
Reiche Ernte, 1904

Adolf van der Venne (* 16. April 1828 in Wien; † 23. September 1911 in Schweinfurt) war ein österreichischer Genre- und Pferdemaler, Nachkomme einer niederländischen Familie.
Adolf van der Venne studierte Malerei an der Akademie der bildenden Künste Wien. Er stellte seine Werke beim Wiener Kunstverein aus. 
Zwischen den Jahren 1862 und 1864 lebte Adolf van der Venne in Ečka im serbischen Banat und malte in dieser Zeit drei großformatige Bilder: „Die Taufe Christi“, „Judith“ und „Die hl. Elisabeth von Ungarn“. Später siedelte er nach München um.
Adolf van der Venne malte hauptsächlich Szenen aus dem ländlichen Leben. Sein Sohn Fritz (Friedrich Adolf Wilhelm van der Venne, 1873–1936) wurde ebenfalls Genre-, Tier- und Landschaftsmaler.